# Jerzy Noskowski
Jerzy Noskowski (ur. 30 kwietnia 1925 w Czarnym Dunajcu, zm. 29 kwietnia 2023 w Krakowie) – polski inżynier górnik, specjalista z zakresu górnictwa, Generalny Dyrektor Górniczy II stopnia, przez wiele lat związany z dolnośląskim zagłębiem węglowym, Naczelny Dyrektor Dolnośląskiego Zjednoczenia Przemysłu Węglowego w Wałbrzychu (DśZPW) w latach 1977-1981.

## Życiorys
Edukację rozpoczął w Szkole Powszechnej w Zakopanem. Był uczniem Technikum Górniczego w Krakowie (1941-1943). W latach 1945–1950 studiował na Wydziale Górnictwa Akademii Górniczo-Hutniczej w Krakowie. Tytuł magistra inżyniera górniczego uzyskał w styczniu 1951 roku.
Karierę zawodową rozpoczął w 1943 roku w Instytucie Geologicznym w Krakowie. W latach 1948–1950 pracował jako nadgórnik KWK „Katowice” w Katowicach. Następnie (1950-1954) jako sztygar zmianowy, sztygar oddziałowy oraz kierownik wentylacji KWK „Wieczorek” w Katowicach. Od 1954-1956 Jerzy Noskowski był zatrudniony na stanowisku starszy inspektor w Wyższym Urzędzie Górniczym w Katowicach. Pracował również jako kierownik robót górniczych w KWK „Klimontów” w Klimontowie (1956-1958). W latach 1958–1963 był naczelnym inżynierem KWK „Słupiec” w Słupcu (potem KWK Nowa Ruda), a następnie został dyrektorem tej kopalni (1963-1969).    
Od 1969 do 1976 pełnił funkcję dyrektora technicznego Dolnośląskiego Zjednoczenia Przemysłu Węglowego w Wałbrzychu (DśZPW swoją siedzibę miało w Pałacu Czettritzów). W okresie od lipca 1976 do grudnia 1976 został oddelegowany do pracy górniczej w Wenezueli. Po powrocie, do sierpnia 1977 roku, pełnił jeszcze funkcję dyrektora technicznego DśZPW, ale 23.08.1977 awansował na stanowisko dyrektora naczelnego Dolnośląskiego Zjednoczenia Przemysłu Węglowego i pełnił je do końca 1981 roku. Na emeryturę przeszedł w 1982 roku, a od 1986-1990 roku pracował jeszcze jako starszy inspektor w dziale do spraw wyrzutów gazów i skał w KWK „Victoria” w Wałbrzychu.                

Jako Dyrektor Techniczny i Naczelny Dyrektor DśZPW bardzo intensywnie pracował i uzyskał duże osiągnięcia w poprawie bezpieczeństwa pracy na kopalniach, a szczególnie w walce z zachorowalnością na pylicę i zagrożeniem wyrzutami gazów i skał oraz w zwalczaniu zagrożenia metanowego.

Od 1947 roku był członkiem Stowarzyszenia Inżynierów i Techników Górnictwa, w tym m.in. członkiem Komisji Rewizyjnej. W ramach działalności w SITG organizował konferencje naukowo-techniczne (m.in. w Polanicy w 1965 roku, Wałbrzychu w 1978 roku oraz w Nowej Rudzie w 1980 roku). Inicjator wystawy „500-lecie górnictwa na Dolnym Śląsku” w 1978 roku. W 2011 roku otrzymał tytuł Honorowego Członka Stowarzyszenia Inżynierów i Techników Górnictwa. Zaangażowany społecznik, popularyzator narciarstwa oraz organizator I Biegu Gwarków w Andrzejówce (1978).    
Jerzy Noskowski zmarł w wieku 98 lat. Został pochowany na Cmentarzu Rakowickim w Krakowie (Kwatera XXXII-6-5).

### Życie prywatne
Jerzy Noskowski był żonaty z nauczycielką Janiną Noskowską z domu Kuklicz (1949-2017). Mieli dwoje dzieci: córkę Magdalenę i syna Jacka.

## Wybrane odznaczenia
W uznaniu zasług Jerzy Noskowski otrzymał:
- Krzyż Oficerski Orderu Odrodzenia Polski (1978)
- Krzyż Kawalerski Orderu Odrodzenia Polski (1968)
- Złoty Krzyż Zasługi (1962)
- Srebrny Krzyż Zasługi
- Brązowy Krzyż Zasługi
- nagrodę zespołową Ministra Górnictwa i Energetyki III stopnia za pracę pt. „Specjalne zasoby głębienia szybów w warunkach zagrożeń gazodynamicznych”

## Wybrane patenty
Jerzy Noskowski był autorem/współautorem wielu patentów, w tym m.in.:
- Sposób prognozowania wyrzutów gazu i skał (1980/PAT. 127469)[8]
- Zapora do hamowania wyrzutów gazów, skał i pyłu węglowego w wyrobiskach chodnikowych (1980/PAT. 133243)[9]
- Sposób zagospodarowywania wydzielającego się do wyrobisk górniczych kopalń węgla kamiennego dwutlenku węgla (1980/PAT. 132525)[10]
- Sposób uszczelniania wyrobisk górniczych (1981/PAT.129683)[11]
- Zawór wylotowy samozamykający, zamykany po wypływie określonej ilości płynnego czynnika (1984/PAT.149204)[12]